# Estadio Víctor Hugo Georgis
El estadio Víctor Hugo Georgis es un estadio multiusos. Está ubicado en la ciudad de Puyo. Es usado mayoritariamente para la práctica del fútbol. Tiene capacidad para 4000 espectadores.

## Historia
Desempeña un importante papel en el fútbol local, ya que los clubes puyenses como el Pastaza Sporting Club, Danubio Sporting Club y La Cantera de Pastaza hacen de locales en este escenario deportivo.
Acerca de competencias deportivas, este estadio acogió a nivel nacional, fue subsede de los XI Juegos Nacionales Macas 2008. Asimismo, este estadio es sede de distintos eventos deportivos a nivel local, así como es escenario para varios eventos de tipo cultural, especialmente conciertos musicales (que también se realizan en el Coliseo Municipal de Puyo).

## Galería

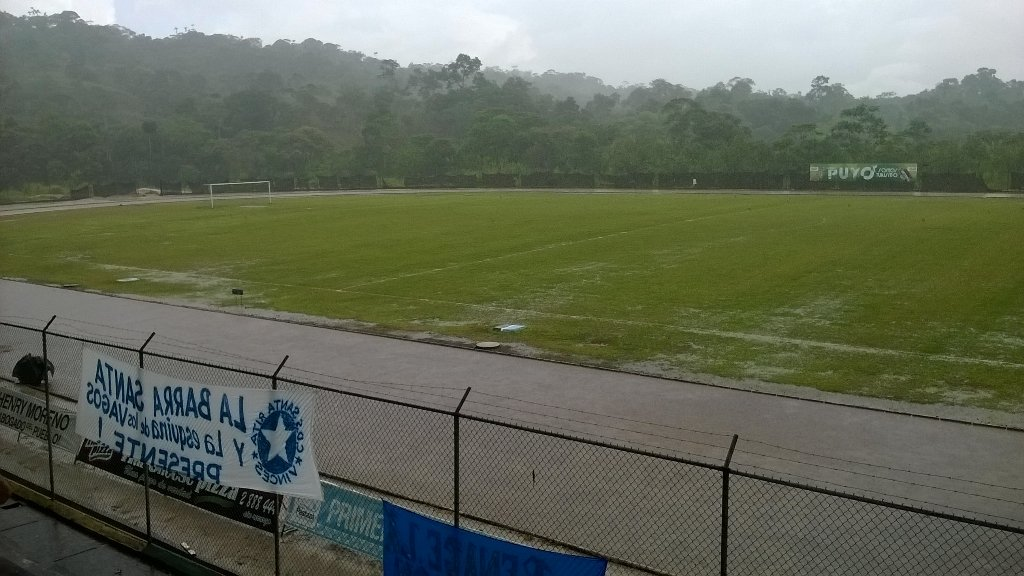
Vista de la cancha
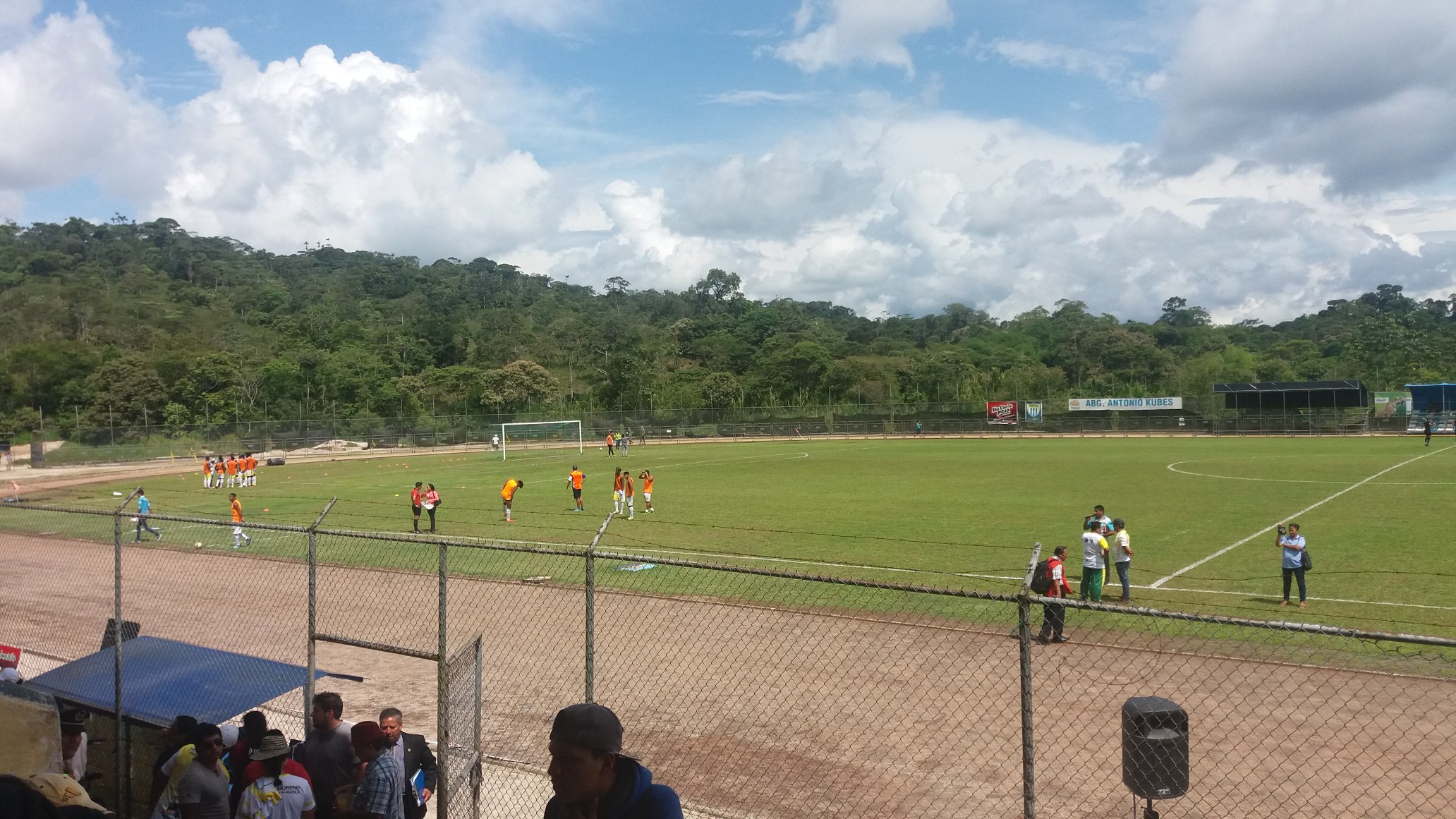
Vista desde la tribuna (vista izquierda)
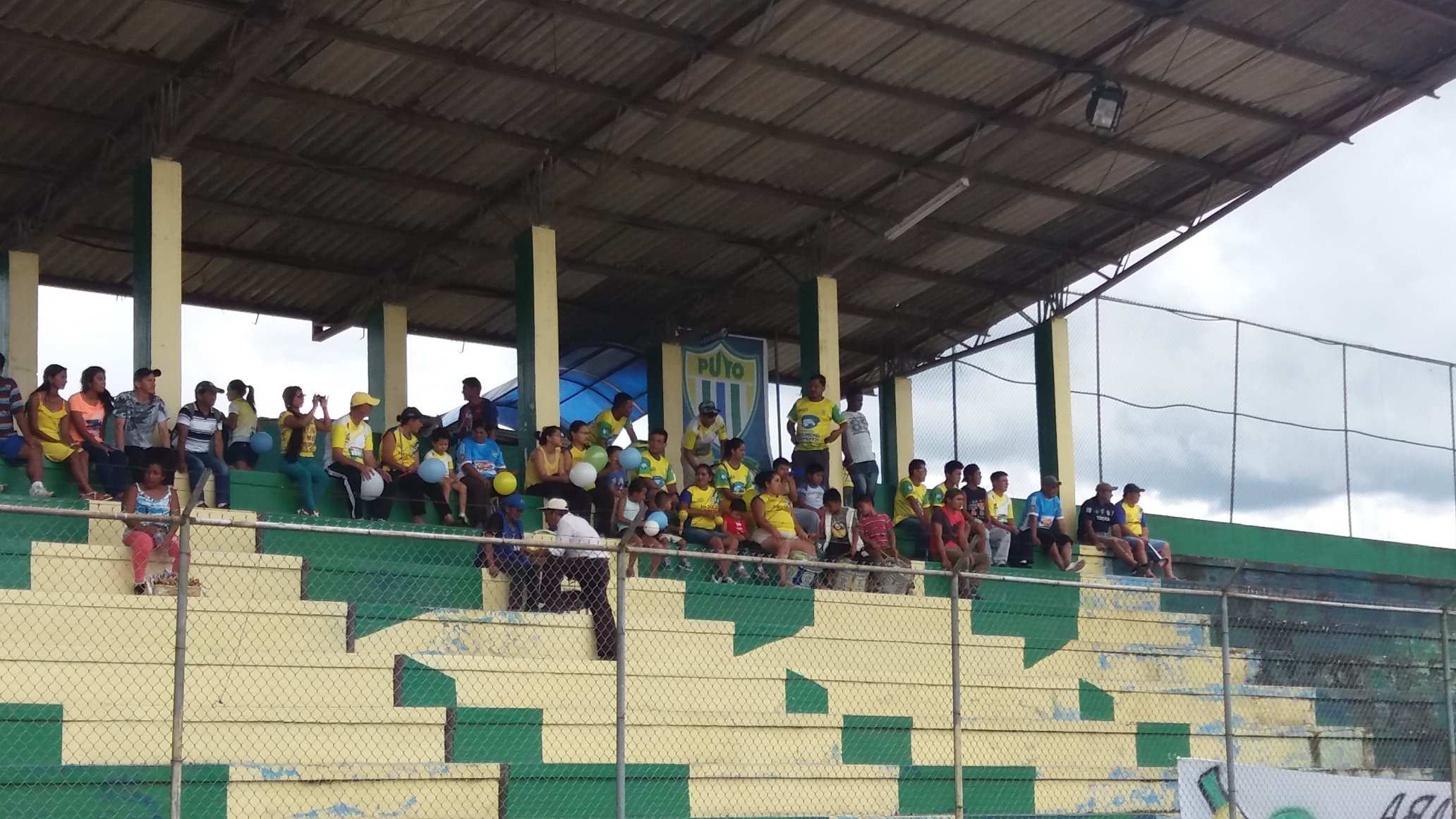
Tribuna principal (vista frontal)
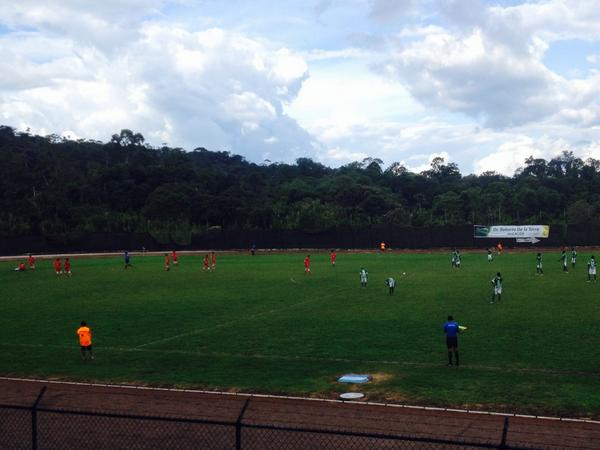
Vista desde la tribuna (vista izquierda)